# Arch Duke
Arch Duke es una variedad cultivar de ciruelo (Prunus domestica), de las denominadas ciruelas europeas.
Una variedad de ciruela procedente de plántula de polinización libre de 'De Montfort', fue cultivada por Thomas Rivers, en Sawbridgeworth, Inglaterra (Reino Unido) en 1840.
Las frutas tienen un tamaño grande, color de piel rojo púrpura a violeta azulado, cubierto de pruina de mediano espesor, punteado numeroso, pequeños, rojizos claros, conspicuos, y pulpa de color amarillo dorado intenso, a menudo un poco rojiza, textura jugosa, gruesa, firme, pero algo tierna, y sabor dulce, agradable y vivaz, justo en calidad.

## Sinonimia
- "Archduke",
- "Late Diamond".[3][5]

## Historia
'Arch Duke' variedad de ciruela cuyo origen es una plántula de polinización libre de la variedad 'De Montfort', fue obtenida por Thomas Rivers, en Sawbridgeworth, Inglaterra (Reino Unido), alrededor de 1840, y fue introducida en los circuitos comerciales por su creador en 1883. Fue observado su cultivo por primera vez en Canadá por la « Ontario Fruit Growers' Association» ("Asociación de Productores de Frutas") de Ontario en 1891, y fue importado a los Estados Unidos por S. D. Willard de Geneva, (Nueva York), alrededor de 1892.
La variedad 'Arch Duke' está descrita por : 1. Hogg Fruit Man. 684. 1884. 2. Ont. Fr. Gr. Assoc. Rpt. 35. 1891. 3. U.S.D.A. Pom. Rpt. 45. 1895. 4. W. N.Y. Hort.Soc. Rpt. 42:83. 1897. 5. Cornell Sta. Bul. 131:182. 1897. 6. Mich. Sta. Bul. 169:241, 242. 1899. 7. Ibid. 187:77, 78. 1901. 8. Waugh Plum Cult. 95. 1901. 9. Thompson Gard. Ass't 4:156. 1901. 10. Ohio Sta. Bul. 162:242, 243 fig., 254, 255. 1905.
'Arch Duke' está cultivada en diversos bancos de germoplasma de cultivos vivos, tales como en National Fruit Collection (Colección Nacional de Fruta) de Reino Unido con el número de accesión: 2003-003 y Nombre Accesión : Archduke.  El espécimen fue recibido en el «National Fruit Trials» (Probatorio Nacional de Frutas) para evaluar sus características en 2003.

## Características
'Arch Duke' árbol de porte extenso, moderadamente vigoroso, erguido. Flor blanca, que tiene un tiempo de floración que comienza a partir del 16 de abril con el 10% de floración, para el 21 de abril tiene una floración completa (80%), y para el 4 de mayo tiene un 90% de caída de pétalos.
'Arch Duke' tiene una talla de tamaño grande de forma ovaladas, mitades desiguales, cavidad poco profunda, estrecha, abrupta, sutura superficial, bastante ancha, prominente; ápice redondeado o ligeramente puntiagudo, con peso promedio de 54.20 g; epidermis tiene una piel dura, adherente, siendo el color de la piel rojo púrpura a violeta azulado, cubierto de pruina de mediano espesor, punteado numeroso, pequeños, de color marrón rojizo, discretos; pedúnculo glabro, con una longitud promedio de 9.89 mm, pubescente, bien adherido al fruto con la cavidad del pedúnculo estrechísima y apenas pronunciada; pulpa de color amarillo dorado intenso, a menudo un poco rojiza, textura jugosa, gruesa, firme, pero algo tierna, y sabor dulce, agradable y vivaz, justo en calidad.
Hueso no adherida, irregular y ampliamente ovada, aplanada, áspera, ligeramente comprimida y con cuello en la base, roma o aguda en el ápice, sutura ventral estrecha, alada, fuertemente surcada, sutura dorsal aguda o levemente surcada.
Su tiempo de recogida de cosecha es tardío, se inicia en su maduración de principios a mediados de septiembre.

## Usos
Se usa comúnmente como postre fresco de mesa buena ciruela de postre de fines de verano.
Esta ciruela es bien conocida en Inglaterra, pero apenas se cultiva en América, aunque tiene mucho en el carácter de su fruto por lo menos para recomendarla. Las ciruelas tienen una apariencia atractiva, y aunque no tienen el mejor sabor, están muy por encima del promedio en las cualidades que las hacen una buena fruta de postre, mientras que para fines culinarios se encuentra entre las mejores.